# Blackbird Interactive
Blackbird Interactive est un studio canadien de développement de jeux vidéo. Il est réputé pour son travail sur la saga Homeworld.

## Historique
Blackbird Interactive a été fondé en 2007 par d'anciens membres d'Electronic Arts et Relic Entertainment ; on compte parmi eux Rob Cunningham et Jon Aaron Kambeirz, qui ont travaillé sur Homeworld et sa suite Homeworld 2. En 2010, le studio a commencé le développement de Hardspace: Shipbreaker.
En 2013, la faillite de THQ permet la vente de la propriété intellectuelle de Homeworld, laquelle est rachetée par Gearbox Software (pour 1,35 million de dollars) malgré les tentatives de Blackbird. Gearbox permet à Blackbird d'utiliser la licence, et Hardspace: Shipbreaker deviendra finalement Homeworld: Deserts of Kharak, préquel de la saga.
En février 2017, Blackbird annonce travailler avec la NASA sur Project Eagle, un modèle interactif de ce que serait une base humaine sur Mars.
Fin août 2019, Gearbox Software annonce le développement de Homeworld 3, réalisé par Blackbird Interactive. Une partie de l'équipe ayant travaillé sur le premier opus sera présente, y compris le PDG du studio Rob Cunningham et le compositeur Paul Ruskay.

## Jeux développés
| Année | Titre                         | Editeur               | Note(s)                        |
| ----- | ----------------------------- | --------------------- | ------------------------------ |
| 2016  | Homeworld : Deserts of Kharak | Gearbox Software      | Spin-off de la série Homeworld |
| 2018  | Project Eagle                 | Blackbird Interactive |                                |
| 2019  | Minecraft Earth               | Xbox Game Studios     | Aide pour Mojang Studios       |
| 2022  | Hardspace: Shipbreaker        | Focus Entertainment   |                                |
| 2022  | Crossfire: Legion             | Koch Media            |                                |
| 2023  | Minecraft Legends             | Xbox Game Studios     | Aide pour Mojang Studios       |
| 2024  | Homeworld 3                   | Gearbox Software      |                                |